# Acalles navieresi
Acalles navieresi är en skalbaggsart som beskrevs av Karl Henrik Boheman 1837. Acalles navieresi ingår i släktet Acalles, och familjen vivlar. Arten är reproducerande i Sverige.